# Corrado Segre
Pour les articles homonymes, voir Segre.
Corrado Segre (20 août 1863 à Saluces - 18 mai 1924 à Turin) est un mathématicien italien.

## Biographie
Il est surtout connu pour ses contributions majeures au développement de la géométrie algébrique et est considéré comme le fondateur de l'École italienne de géométrie algébrique.
Il étudie à l'université de Turin avec Enrico D'Ovidio et Francesco Faà di Bruno et obtient son diplôme en 1883.

## Prix et distinctions
En 1884 il reçoit le prix mathématique de l'Académie italienne des sciences.